# Daniele Nardello
Daniele Nardello (Varese, 2 de agosto de 1972) es un exciclista profesional italiano. Su padre Primo Nardello fue también ciclista profesional.
Debutó como profesional el año 1994 en el equipo Mapei-CLAS. Su último equipo fue el Fuji-Servetto. 
Entre su palmarés destacan dos etapas de la Vuelta a España y una del Tour de Francia, además del Campeonato de Zúrich del año 2003.
Tras poner fin a su carrera deportiva en 2009, se convirtió en director deportivo fichando por el Footon-Servetto el cual dirigiría en 2010.

## Palmarés
1995
- París-Bourges

1996
- 1 etapa de la Vuelta a España

1997
- Vuelta a Austria

1998
- 2.º en el Campeonato de Italia en Ruta
- 1 etapa del Tour de Francia

1999
- 3.º en el Campeonato de Italia Contrarreloj
- 1 etapa de la Vuelta a España
- París-Bourges

2000
- Trofeo Laigueglia
- Tour de Haut-Var
- 1 etapa de la Vuelta a Austria
- 3.º en el Campeonato de Italia en Ruta
- Circuito Franco-Belga
- Dúo Normando, haciendo pareja con László Bodrogi

2001
- Tour de Haut-Var
- Campeonato de Italia en Ruta

2002
- Coppa Bernocchi

2003
- Vuelta a Renania-Palatinado
- Campeonato de Zúrich

## Resultados en Grandes Vueltas y Campeonatos del Mundo
| Carrera              | Carrera              | 1994 | 1995 | 1996 | 1997 | 1998 | 1999 | 2000 | 2001 | 2002 | 2003 | 2004 | 2005 | 2006 | 2007 | 2008 | 2009 |
| -------------------- | -------------------- | ---- | ---- | ---- | ---- | ---- | ---- | ---- | ---- | ---- | ---- | ---- | ---- | ---- | ---- | ---- | ---- |
|                      | Giro de Italia       | —    | 53.º | Ab.  | —    | —    | —    | —    | —    | 42.º | —    | —    | Ab.  | —    | —    | 46.º | —    |
|                      | Tour de Francia      | —    | —    | —    | 18.º | 8.º  | 7.º  | 10.º | 57.º | —    | 25.º | 48.º | 55.º | —    | —    | —    | —    |
|                      | Vuelta a España      | —    | —    | 15.º | Ab.  | —    | 23.º | —    | —    | —    | —    | —    | 45.º | 50.º | —    | —    | —    |
| Mundial en Ruta      | Mundial en Ruta      | —    | —    | —    | —    | 57.º | 10.º | —    | 44.º | 98.º | 65.º | 66.º | —    | —    | —    | —    | —    |
| Mundial Contrarreloj | Mundial Contrarreloj | —    | —    | 4.º  | —    | —    | —    | —    | 24.º | —    | —    | —    | —    | —    | —    | —    | —    |

—: no participa

Ab.: abandono

## Equipos
- Mapei (1994-2002)
  - Mapei-CLAS (1994)
  - Mapei-GB (1995-1997)
  - Mapei-Bricobi (1998)
  - Mapei-Quickstep (1999-2002)
- T-Mobile (2003-2006)
- LPR Brakes (2007)
- Serramenti PVC Diquigiovanni-Androni Giocattoli (2008)
- Fuji-Servetto (2009)